# Doli

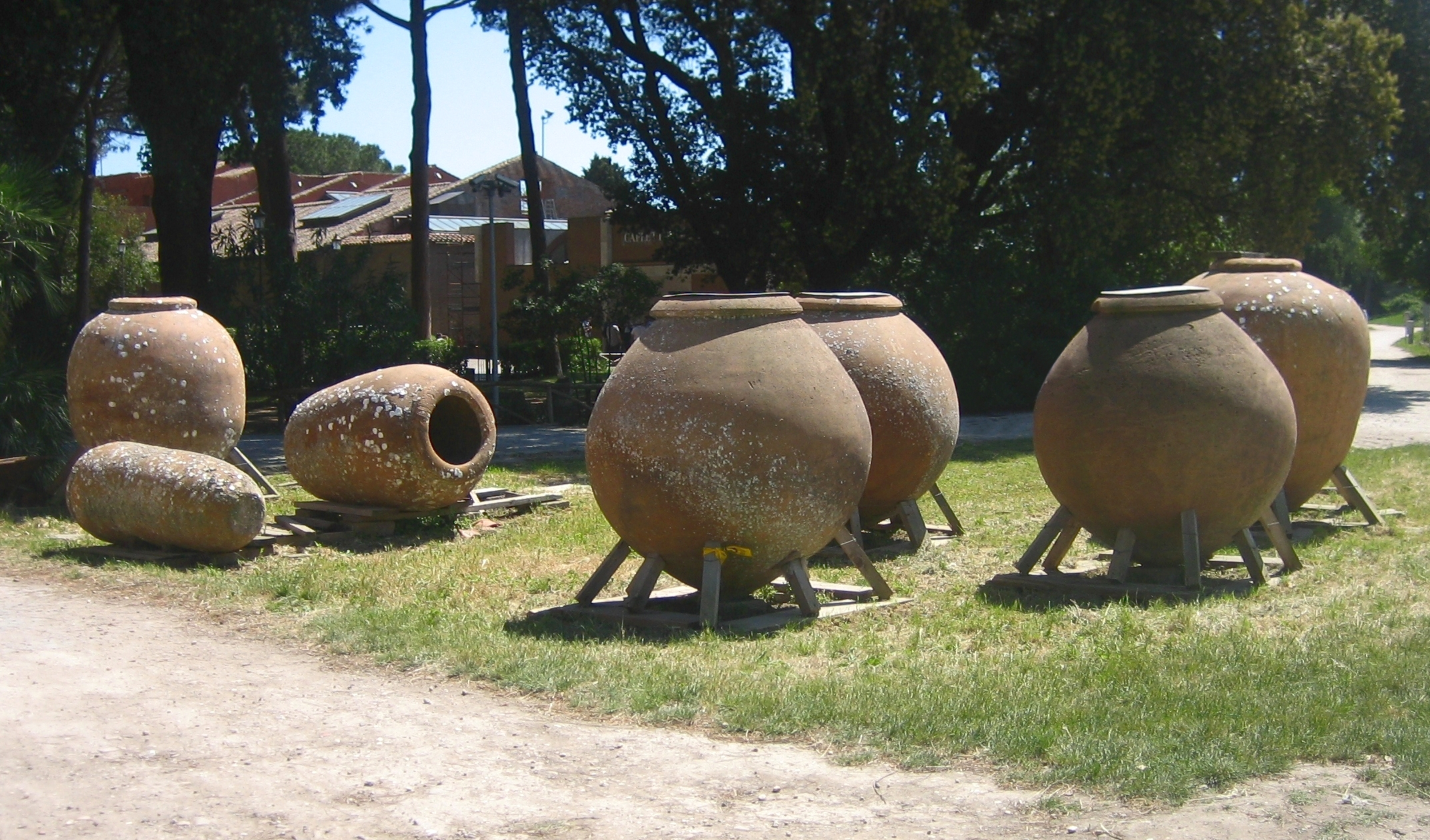
Dolis a Ostia Antica.

El doli, també conegut amb la seva denominació llatina dolium (plural dolia), és un atuell de terrissa de l'antiga Roma, similar a una tenalla, usat per a emmagatzemar aliments al llarg del Mediterrani. Es considera que la seva producció i ús va influir en el disseny del vaixell que el transportava.

## Descripció
Encara que molts autors moderns han traduït dolium com a ‘barril de fusta’, en realitat era un contenidor o gerra molt gran fet de fang cuit. Tenia forma oval, amb una boca ampla, però era molt més gran que l'àmfora, un atuell semblant. El dolium no tenia coll ni nanses, i en molts casos mesurava fins a 1,8 m d'alt. Alguns exemples tenen un cos arrodonit que cau fins a un fons pla, mentre uns altres, més freqüents, tenen un fons totalment arrodonit. Es folraven amb brea o cera per contenir o tractar aliments líquids i sòlids. Algunes fonts esmenten dolis de fins a 50 quadrantals, uns 1.300 litres. Encara que no hi havia una grandària estàndard real per als dolis, fins i tot els de menor capacitat registrats per Plini el Vell tenien una grandària excepcional.

## Història

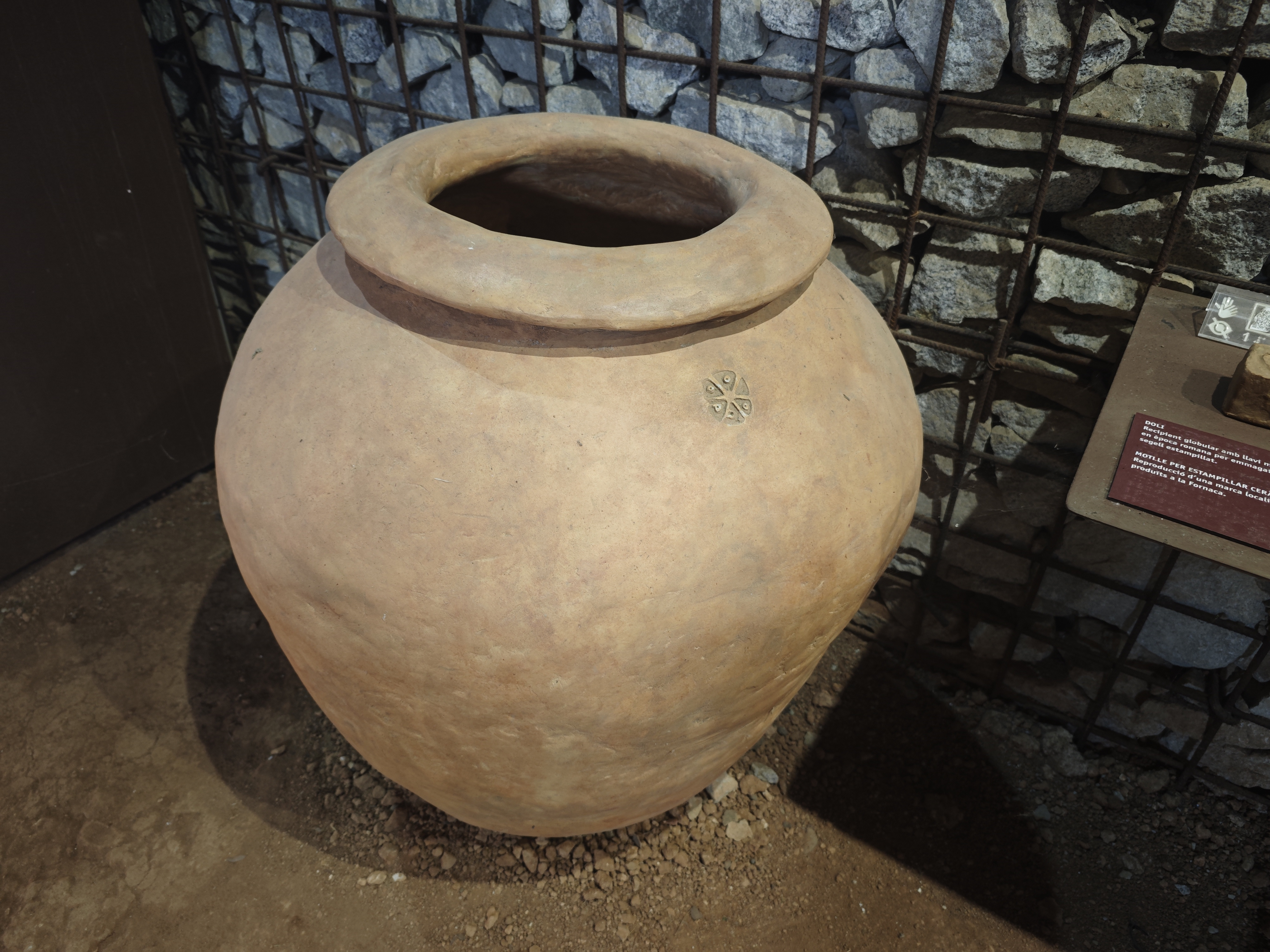
Doli per emmagatzemar oli o vi, amb segell estampillat

Molt del que se sap sobre els dolis procedeix de fonts literàries antigues. Aquestes fonts ajuden a definir les dimensions, forma i ús bàsic del doli. Més específicament, la majoria d'aquesta informació procedeix de textos llatins que tracten d'agricultura. En destaquen De agri cultura de Cató el Vell, Res rustica de Varró, Res rustica de Columela i Res rustica de Pal·ladi. Com aquestes fonts tracten sobre els assumptes rurals de l'època, proporcionen un retrat de la vida i la cultura de l'antiga Roma, així com de l'ús del dolium. Una segona font important digna d'estudi sobre els dolis és el Digesta de Justinià, una recopilació de cites d'obres anteriors de juristes romans que discuteixen la importància de la integració dels dolis en l'antiga societat romana. Aquestes fonts, juntament amb diverses altres de menys importància en què els dolis s'esmenten breument, caracteritzen el doli com el més gran atuell de fang cuit mai fabricat pels romans.

## Ús i finalitat
Existeixen abundants evidències per a recolzar l'afirmació de molts arqueòlegs clàssics que els dolis s'usaven exclusivament en terra per al procés i magatzematge d'aliments. Per exemple, els dolis eren fabricats en la seva major part per terrissaires viatgers especialitzats o per tallers que també estaven involucrats principalment en la producció de ceràmica per a l'arquitectura. S'usaven en llocs de producció com ara granges, i en punts de vendes com tavernes i magatzems urbans. Els doli també s'usaven en teatres per les seves qualitats acústiques (presumiblement per a crear efectes sonors).

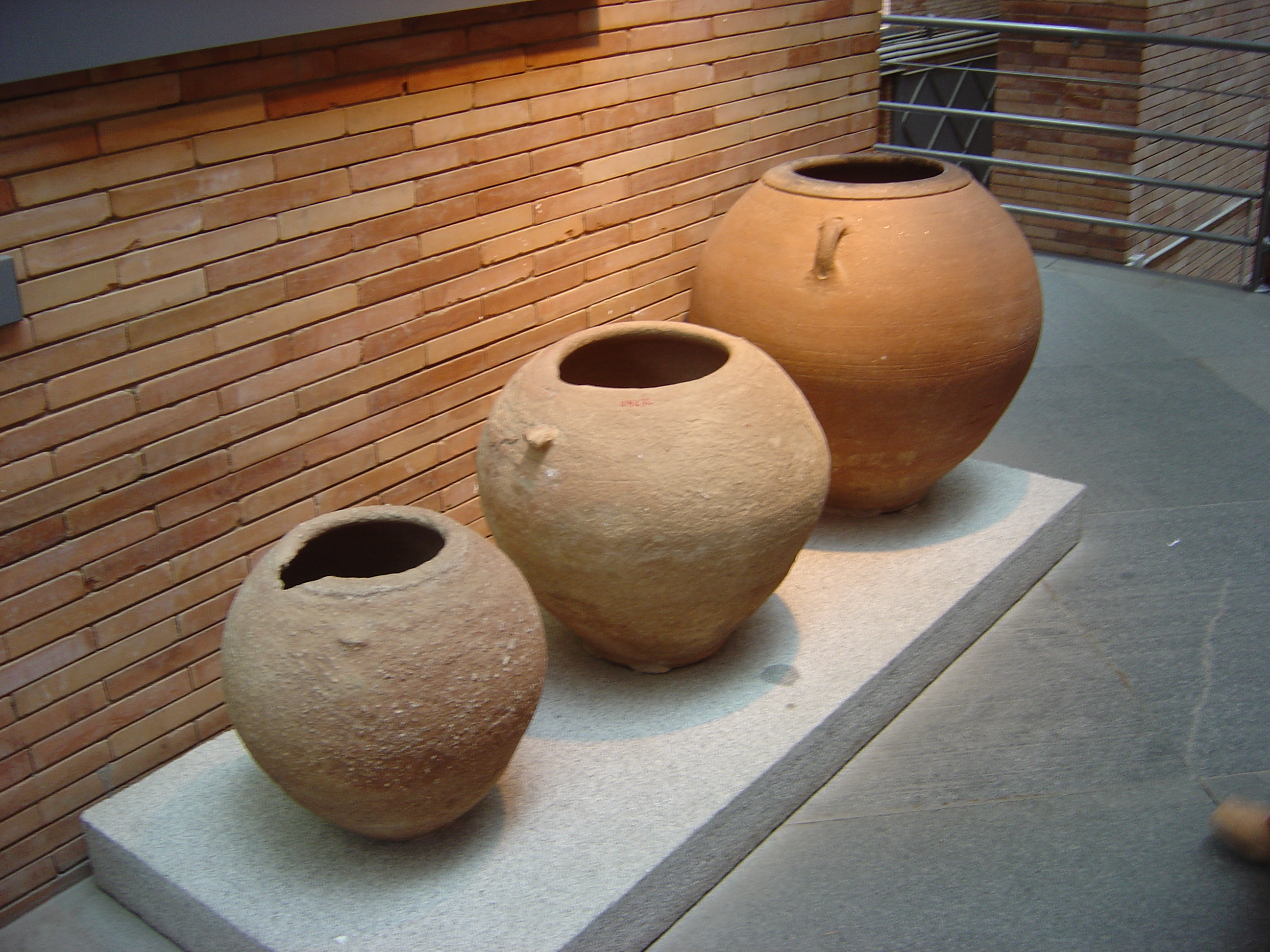
Dolium d'Augusta Emerita al Museu Nacional d'Art Romà (Mèrida, Espanya)

Els dos mètodes d'emmagatzemar en dolis eren mantenir-los mig enterrats en el sòl o dempeus sota sostre. S'usaven per a contenir articles com vi, pell de raïm, oli d'oliva, amurca, blat i altres cereals comuns. A diferència de l'àmfora, el dolium no es considerava un accessori a vendre juntament amb la mercaderia que contenia, sinó que els dolis constituïen instal·lacions fixes, i la seva finalitat principal era servir d'emmagatzematge permanent per als productes.
No obstant això, els dolis també es van usar freqüentment en relació amb infraestructures de transport, com els vaixells mercants i llocs de magatzematge temporals com les naus portuàries. Es fabricaven de manera que poguessin usar-se en el transport marítim. S'han descobert restes de vaixells mercants romans amb dues o tres fileres de dolis al llarg de la quilla, aparentment cimentats per evitar-ne el desplaçament, que servien com a receptacles fixos per al transport de vi. Els alts preus dels dolis serveixen d'evidència que la seva adquisició per al transport marítim suposava una inversió considerable. A més, a causa del seu gran pes i volum, la substitució en devia haver estat una molèstia enorme. Per això es prenien grans precaucions en manipular-los, de manera que es conservessin útils durant molt de temps.
A partir de restes i recerca etnogràfica, se sap que en molts casos els grans atuells de magatzematge romanien en ús diverses dècades, per la qual cosa sembla plausible suggerir que els dolis romanien habitualment en ús almenys 20 o 30 anys, i fins i tot més.

## En el comerç marítim

### Posició en els vaixells
Encara que el misteri dels dolis en relació amb el comerç marítim segueix pendent de resolució, es tenen suficients evidències de naufragis per recolzar l'important paper d'aquest atuell de curta existència. Així, una de les evidències més importants de l'ús de dolis en el comerç d'aliments és la seva presència a bord d'antics vaixells mercants romans. S'han descobert almenys set vaixells naufragats que portaven dolis, datats entre el segle I aC i el segle iii. Tres dels més interessants i identificables que han portat a l'estudi dels dolis són el Diano Marina, el Petit Congloue i La Giraglia.
El naufragi del Diano Marina (Ligúria, Itàlia) va aportar quinze dolis encara intactes. A causa de la gran profunditat a què es trobava, es va mantenir prou protegit de les pertorbacions naturals i humanes com per permetre un estudi força detallat dels seus dolis, que tenen bàsicament dues formes diferents, que corresponen en realitat a dues posicions diferents a bord del vaixell. Quatre dolis llargs, gairebé cilíndrics, estaven situats en una fila al llarg de la quilla del vaixell, mentre que deu més curts i gairebé rodons estaven disposats en dues línies i descansaven als costats dels anteriors. Aquest tipus de disposició sembla estar directament relacionat amb l'estructura del vaixell i amb molta probabilitat implicava que les boques dels dolis quedaven al mateix nivell. Respecte a la capacitat total en un vaixell romà, tan sols en el cas del naufragi del Diano Marina ha estat possible aconseguir-ne una estimació. A partir de càlculs de la capacitat dels dolis cilíndrics centrals i els rodons del voltant, la capacitat total del vaixell hauria estat aproximadament de 36 m³.
El naufragi del Petit Congloue (Marsella, Bouches-du-Rhône, Provença, estat francès) va ser descobert en un entorn semblant al del Diano Marina. La seva ubicació en aigües relativament profundes el va protegir també de les pertorbacions i va facilitar l'estudi del mercant romà. No obstant això, en aquest cas, tots els dolis estaven plens de llot, fent impossible distingir-ne les formes individuals, però la seva disposició mostra clarament el mateix patró de tres fileres paral·leles a la quilla del vaixell, la qual cosa permet especificar que els atuells de cada fila tenien en realitat grandàries comparables als de la filera veïna. És important destacar que, a més d'aquests casos, la recuperació esporàdica de dolis aïllats al mar sense origen conegut en mostra bàsicament dues formes diferents i distintives: cilíndrica i rodona.

### Construcció dels vaixell per adolis
El naufragi de La Giraglia, descobert al costat de la costa de Còrsega (estat francès), és especialment interessant perquè està reconegut oficialment com un vaixell cisterna. Aquest tipus de navili es destinava al transport majorista de dolis, ja que aquests grans recipients presumiblement es disposaven a lloc a mesura que es construïa el vaixell. La Giraglia portava almenys vuit dolis i el seu jaciment aporta llum sobre la construcció del vaixell i com aquests navilis van contribuir a obrir noves rutes comercials en la Mediterrània occidental. El vaixell cisterna va ser una innovació en la construcció naval destinada a respondre a canvis en la producció i transport de vi com a resultat de l'expansió romana. El vaixell cisterna va començar a construir-se en l'època d'August i va continuar fins al segle ii. El relativament curt període de construcció d'aquest tipus de vaixell suggereix que va haver-hi problemes amb el seu disseny i es van abandonar. La descoberta aporta dades sobre com el comerç marítim es va adaptar a les exigències de la producció i el transport.
Com aquest vaixell va tenir un final molt traumàtic, van quedar-ne poques restes del buc per excavar i estudiar. L'empostissat del buc també s'ha conservat molt malament; no obstant això es varen descobrir tretze taulons que permeten tenir una idea del vaixell complet. Els taulons estaven units entre si gràcies a un encadellat i assemblats en la primera construcció clàssica d'armadura. L'espai entre caixes i la seva amplària era molt estret. Es creu que l'espai deixat entre les caixes es destinava a compensar possibles desalineaments de taulons creuats. Sembla que estaven disposats en línia recta, en lloc d'alternats, per evitar que la fusta es trenqués. S'han identificat també vint-i-sis armadures i registrat com a corresponents al naufragi de La Giraglia. La gran quantitat de claus (falques) assenyala la seva importància com a element de reforç en l'assemblatge de les armadures amb l'empostissat.
La Giraglia era un navili de grandària mitjana, però tenia algunes característiques bastant inusuals, ja que el descobriment i estudi de les vint-i-sis armadures revela que el 58,8% del buc conservat estava fet de roure, cosa que mai s'havia vist abans al Mediterrani. No obstant això, no pot assumir-se que tot el buc del vaixell estigués fet d'aquesta fusta. El constructor del vaixell podria haver cregut necessari usar aquesta fusta dura perquè el pes de la càrrega es concentrava en la secció central de la nau. En general, hi havia sis tipus de fusta usats en la construcció de la Giraglia: roure per a l'armadura i l'encadellat, om també per als marcs, freixe per a les petites clavilles usades en l'empostissat del buc, i avet i altres dos tipus de roure.

### Conclusions
L'estudi i anàlisi de l'ús dels dolis a bord de vaixells mercants romans demostra que no era gaire diferent del practicat a terra.
En termes de comerç marítim, se sap que els dolis es destinaven al transport de vi i que no podien retirar-se dels vaixells que els portaven. Això està recolzat per un ambigu passatge del text llatí del Compendio de Plini que parla sobre l'abocament de vi en vaixells especialitzats. Tot plegat duu a la conclusió que els vaixells que portaven dolis es destinaven exclusivament i específica al transport de vi.